# Harald Bukdahl
Peder Harald Pedersen Bukdahl (Ødis, 1884. január 28. – Kastrup, 1951. december 12.) olimpiai ezüstérmes dán tornász.
Az 1906. évi nyári olimpiai játékokon indult tornában és csapat összetettben ezüstérmes lett. (Később ezt az olimpiát a Nemzetközi Olimpiai Bizottság nem hivatalosnak nyilvánította)
Klubcsapata a Polyteknisk Gymnastikforening volt.